# Dawne polskie patenty żeglarskie
Stopnie żeglarskie w Polsce pojawiły się wraz z uzyskaniem niepodległości po pierwszej wojnie światowej, jednakże początkowo miały charakter klubowy.
Polski Związek Żeglarski po powstaniu w 1924 roku zajmował się głównie działalnością sportową i z czasem jako system powszechny przejęty został używany przez harcerzy.
W 1932 roku organizacje harcerskie wprowadziły „harcerskie stopnie żeglarskie morskie i rzeczne”, zatwierdzone przez ówczesne Ministerstwo Przemysłu i Handlu. Autorami systemu byli: Jan Kuczyński, Witold Bublewski i Józef Michałowski. Wprowadzony na V Konferencji Kierownictwa Harcerskich Drużyn Żeglarskich system obejmował 5 stopni:
- wioślarz
- żeglarz
- żeglarz morski
- sternik morski
- kapitan żeglugi morskiej[3]

Zgodnie z rozkazem Naczelnika Harcerzy L.7 z 10 marca 1939 roku [W.U. Nr 3/39] stopnie żeglarskie wyglądały wówczas w następujący sposób:
- Stopnie harcerskie:
  - kajakarz i żeglarz
- Stopnie sportowe PZŻ:
  - żeglarz morski
  - sternik jachtowy żeglugi śródlądowej
  - sternik jachtowy żeglugi morskiej
  - kapitan jachtowy żeglugi morskiej[potrzebny przypis]

## Zestawienie chronologiczne

### 1947
1 lipca 1947 – ?
W pierwszych latach po wojnie na podstawie § 108a rozp. porz. Dyr. G U. M. z 19.III.46 r. o bezpieczeństwie niektórych statków morskich, wyjętych spod działania ogólnych przepisów o bezpieczeństwie statków (Gd. Dz. Woj. nr. 1 poz. 3) uzup. rozp. porz. Dyr. G. U. M. z 6.3.50 r. (Gd. Dz. Woj. nr. 6 poz. 34) obowiązywał w Polsce regulamin sport. stopni żegl. Polsk. Zw. Żegl.
Regulamin, który wszedł w życie 1 lipca 1947 obejmował:
| lp. | nazwa stopnia                | uprawnienia |
| --- | ---------------------------- | ----------- |
| 1   | jachtowy żeglarz śródlądowy  |             |
| 2   | jachtowy sternik śródlądowy  |             |
| 3   | jachtowy żeglarz morski      |             |
| 4   | jachtowy sternik morski      |             |
| 5   | jachtowy kapitan przybrzeżny |             |
| 6   | jachtowy kapitan morski      |             |

### 1949 - 1950
16 lipca 1949 – ?

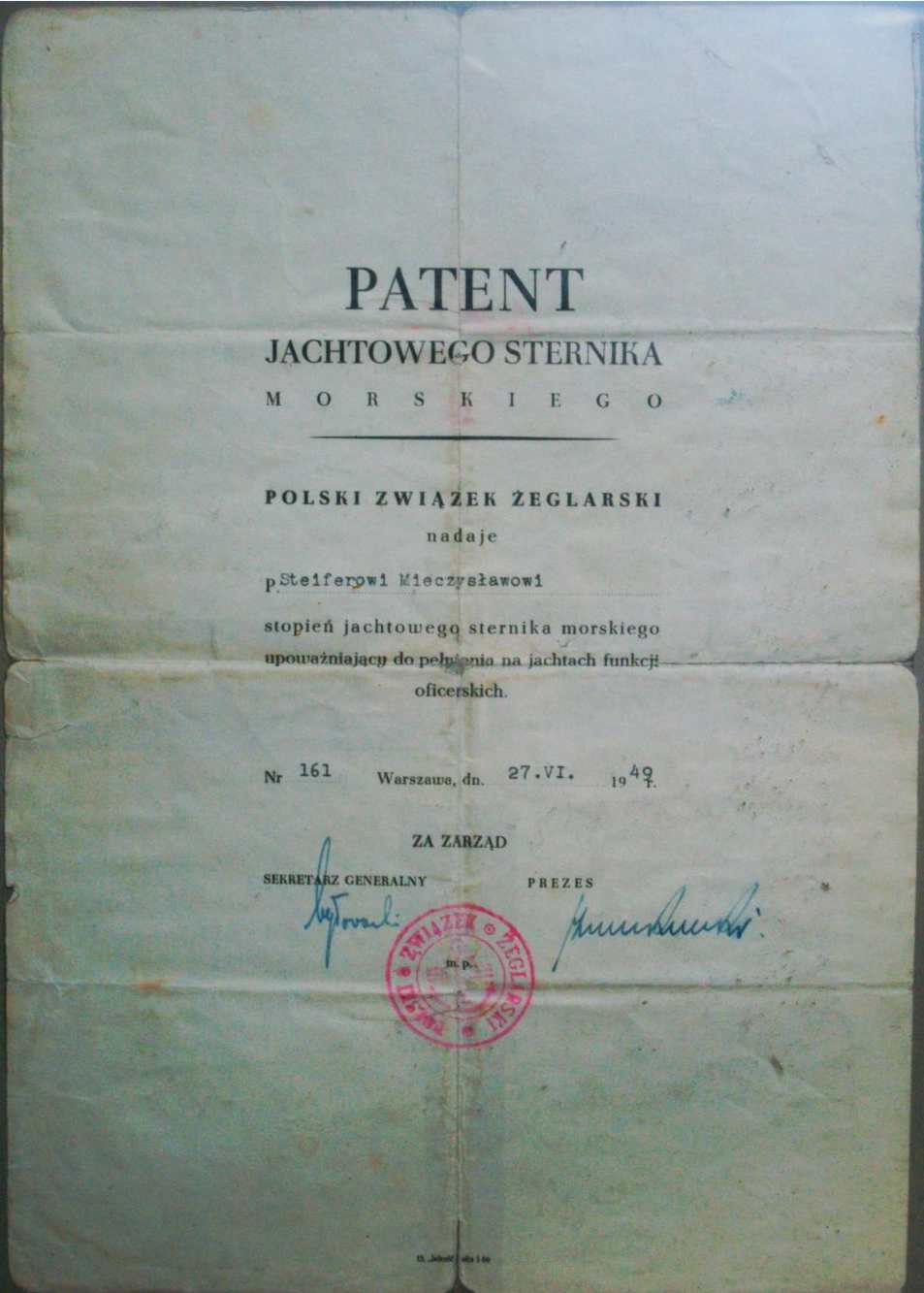
patent jachtowego sternika morskiego z 1949 r.

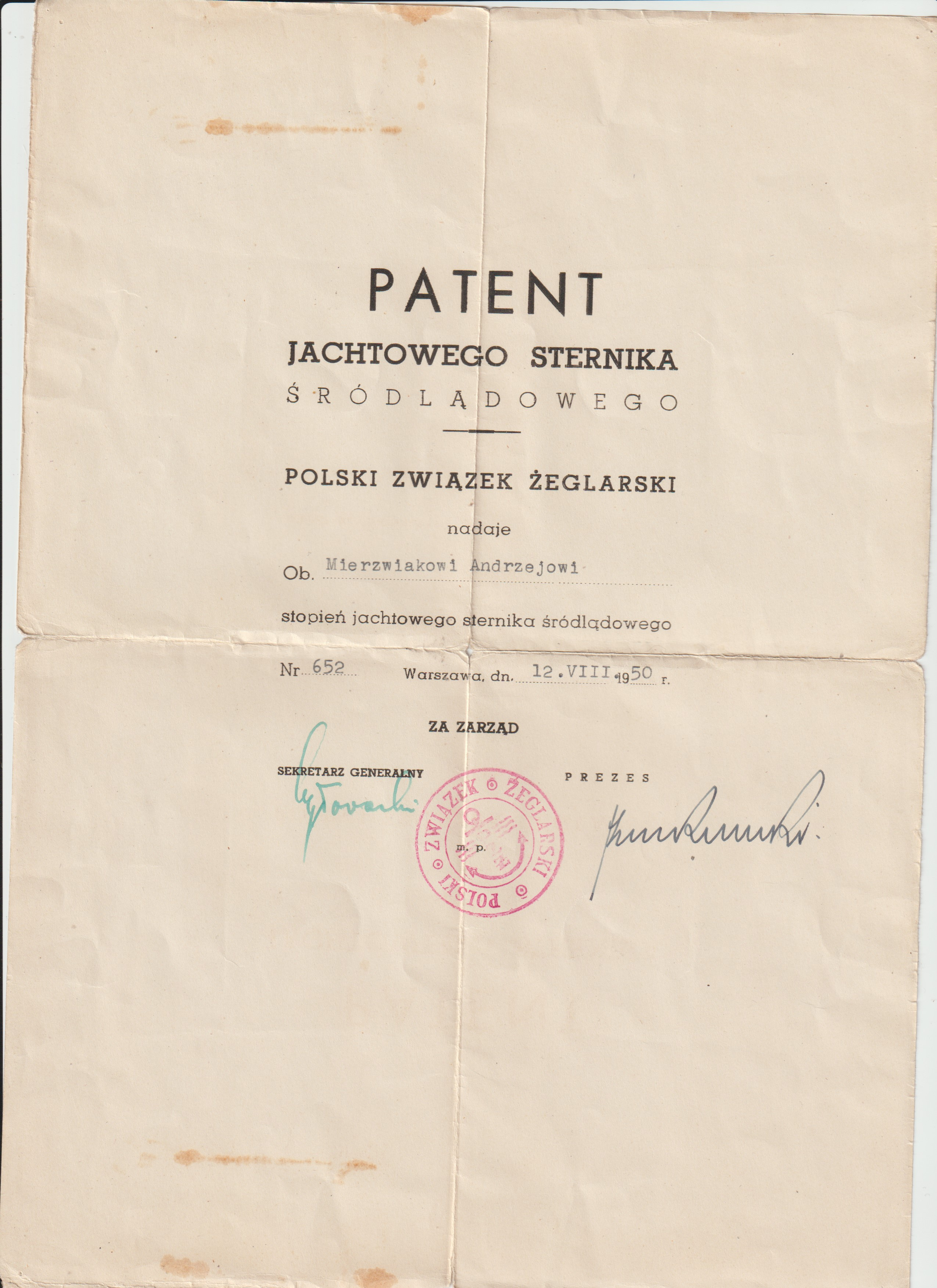
patent jachtowego sternika śródlądowego z 1950 r.

Regulamin sport. stopni żegl. Polsk. Zw. Żegl. został zatwierdzony przez Gł. Urząd Kultury Fizycznej w dniu 16.VII.1949 r.. Obejmował on wtedy następujące stopnie:
| lp.        | nazwa stopnia                 | uprawnienia |
| ---------- | ----------------------------- | --- |
| ŚRÓDLĄDOWE |                               | |
| 1.         | młodszy żeglarz śródlądowy    | (§ 22 reg.) pełnienie funkcji wykwalifikowanej załogi na jachtach śródlądowych do 25 m² pow. żagla. |
| 2.         | (jachtowy) żeglarz śródlądowy | (§ 25 reg.) 1. pełnienie funkcji wykwalifikowanej załogi jachtów śródlądowych bez ograniczeń, 2. samodzielne prowadzenie jachtów śródlądowych do 12 m² żagla na pisemne zlecenie i odpowiedzialność instruktora, lub kapitana sportowego klubu, na wyznaczonym przez niego terenie wodnym. |
| 3.         | (jachtowy) sternik śródlądowy | (§ 28 reg.) 1. otrzymanie na wniosek P. Z. Ż. patentu jachtowego sternika śródlądowego, 2. samodzielne prowadzenie po wodach śródlądowych jachtów mieczowych (bezbalastowych) do 25 m² żagla, oraz łodzi wiosłowo-żaglowych, 3. szkolenie w zakresie stopnia j. żeglarza śródlądowego pod kierunkiem instruktora, lub klubowego kapitana wyszkolenia, oraz zasiadania w komisjach egzaminacyjnych na stopień młodszego żeglarza śródlądowego i j. żeglarza śródlądowego, 4. ubieganie się o stopień podinstruktora żeglarstwa śródlądowego zgodnie z warunkiem G. K. K. F. |
| 4.         | jachtowy kapitan śródlądowy   | (§ 31 reg.) 1. otrzymanie na wniosek patentu sportowego jachtowego kapitana śródlądowego, 2. samodzielnego prowadzenia wszelkich jachtów bez ograniczeń po wodach śródlądowych, 3. szkolenie w zakresie stopnia j. sternika śródlądowego, 4. ubiegania się o stopień instruktora żeglarstwa śródlądowego. |
| MORSKIE    |                               | |
| 5.         | młodszy żeglarz morski        | (§ 34 reg.) pełnienie funkcji wykwalifikowanej załogi na: a) morskich łodziach wiosłowo-żaglowych, b) jachtach morskich do 40 m² powierzchni żagli. |
| 6.         | jachtowy żeglarz morski       | (§ 47 reg.) 1. pełnienie funkcji wykwalifikowanej załogi w rejsach pełnomorskich na jachtach bez ograniczeń wielkości z wyjątkiem pełnienia funkcji oficerskich, 1. pełnienie funkcji oficerskich na jachtach do 40 m² żagla w morskiej żegludze zatokowej z wyjątkiem funkcji zastępcy kapitana. |
| 7.         | jachtowy sternik morski       | (§ 40 reg.) 1. otrzymanie na wniosek patentu P. Z. Ż. jachtowego sternika morskiego, 2. pełnienia funkcji oficerskich na jachtach morskich do 100 m² żagla, 3. samodzielne prowadzenie jachtów morskich do 40 m² żagla, oraz morskich łodzi wiosłowo-żaglowych po wodach zamkniętych lub odsłoniętych (Zatoka Gdańska, ograniczona linią Hel — Ujście Wisły, Zalew Elbląski i Zalew Szczeciński), 4. szkolenie w zakresie stopnia j. żeglarza morskiego pod kierunkiem instruktora, lub klubowego kapitana wyszkolenia, oraz zasiadania w komisjach egzaminacyjnych na stopień młodszego żeglarza i żeglarza morskiego, 5. ubieganie się o stopień podinstruktora żeglarstwa morskiego zgodnie z warunkami G. K. K. F. |
| 8.         | jachtowy kapitan przybrzeżny  | (§ 43 reg.) 1. otrzymanie na wniosek patentu sportowego jachtowego kapitana przybrzeżnego, 2. pełnienie funkcji oficerskich na jachtach morskich bez ograniczeń, 3. samodzielne prowadzenie jachtów pełnomorskich do 100 m² żagla w żegludze po Morzu Bałtyckim z ograniczeniem do nie przekraczania w kierunku zachodnim południka 14 st. Ost w kierunku północnym równoleżnika 60 st. Nord oraz nieprzekraczania obcych wód terytorialnych, Przekroczenie obcych wód terytorialnych oraz południka 14 st. Ost i 60 st. Nord może nastąpić jedynie w wypadkach: a) niespornej konieczności schronienia się do najbliższego portu w wypadkach grożącego niebezpieczeństwa utraty jachtu lub członka załogi na skutek awarii, nieszczęśliwego wypadku lub wyjątkowo ciężkich warunków atmosferycznych, które mogłyby spowodować ciężką awarię, lub utratę jachtu b) delegowania przez P.Z.Ż. za zgodą G. K. K. F. jako zawodnika na regaty międzypaństwowe, 4. szkolenie w zakresie stopnia j. sternika morskiego pod kierunkiem instruktora lub klubowego kapitana wyszkolenia oraz zasiadywania w komisjach egzaminacyjnych na stopień j. sternika morskiego, 5. ubieganie się o stopień podinstruktora żeglarstwa morskiego zgodnie z warunkami G. K. K. F. (§ 44 reg.) przekroczenie przepisów p. 3 pociąga za sobą utratę patentu kapitaną przybrzeżnego. |
| 9.         | jachtowy kapitan morski       | (§ 47 reg.) 1. otrzymanie, na wniosek, patentu jachtowego kapitana morskiego, 2. samodzielne prowadzenia wszystkich jachtów morskich bez ograniczeń po wszystkich wodach, 3. szkolenie w zakresie stopnia jachtowego kapitana przybrzeżnego, 4. szkolenie w zakresie stopnia j. kapitana morskiego po odbyciu 2-letniego stażu wyszkoleniowego na stopnie j. sternika morskiego i j. kapitana przybrzeżnego, 5. ubieganie się o stopień jachtowego instruktora żeglarstwa morskiego zgodnie z warunkami G. K. K. F. |
| LODOWE     |                               | |
| 10.        | żeglarz jachtingu lodowego    | (§ 50 reg.) 1. Pełnienie funkcji wykwalifikowanej załogi na jachtach lodowych bez ograniczeń, 2. samodzielne prowadzenia jachtów lodowych do 12 m² żagla na pisemne zlecenie i odpowiedzialność instruktora lub kapitana sportowego klubu, na wyznaczonym przez niego terenie lodowym. |
| 11.        | sternik jachtingu lodowego    | (§ 53 reg.) 1. otrzymanie na wniosek patentu P. Z. Ż. sternika jachtingu lodowego, 2. samodzielne prowadzenia jachtów lodowych po lodowiskach śródlądowych bez ograniczeń, 3. szkolenie w zakresie stopnia żeglarza jachtingu lodowego oraz sternika jachtingu lodowego pod kierunkiem instruktora żeglarstwa lodowego oraz do zasiadania w Komisjach Egzaminacyjnych na stopień żeglarza I sternika jachtingu lodowego, 4. po ukończeniu 21 roku życia ubiegania się o stopień instruktora żeglarstwa lodowego G. K. K. F. |

Przepisy o utracie i przywracaniu uprawnień: 

§ 8. W wypadku nieuprawiania żeglarstwa sportowego nieprzerwanie przez 4 lata (sezony) posiadający patent żeglarski uprawniający do samodzielnego prowadzenia jachtów traci te uprawienia.

Dla przywrócenia uprawnień wymagane jest:
1. przy stopniach śródlądowych — jednotygodniowy rejs, obóz, lub przeszkolenie klubowe pod kierunkiem co najmniej jachtowego sternika śródlądowego.
2. przy stopniach morskich — 1 rejs pełnomorski co najmniej 10-dniowy, z zajściem do 3 portów poza meacierzystym, pod dowództwem przynajmniej jachtowego kapitana przybrzeżnego.

§ 9. Dowodem odbywania pływań, stażów, uprawiania żeglarstwa w poszczególnych sezonach itp. są wpisy w książeczce żeglarskiej poświadczonej przez władze klubowe i kapitanów jachtów, poświadczone przez władze P. Z. Ż.

### 1951 – 1956
(około 5 lat)
15 stycznia 1951 GKKF zatwierdził regulamin sportowych stopni żeglarskich. Przepisy weszły w życie 29 stycznia 1951.
| lp. | nazwa stopnia     | uprawnienia |
| --- | ----------------- | --- |
| 1   | żeglarz           | - pełnienie funkcji wykwalifikowanej załogi na jachtach śródlądowych bez ograniczeń - prowadzenie jachtów do 9 m² przystosowanych dla początkujących w żegludze dziennej do 3° B, na akwenie określonym przez władze sekcji żeglarskiej.                                                                                          |
| 2   | sternik III klasy | - pełnienie na jachcie funkcji wykwalifikowanej załogi w żegludze po morskich wodach osłoniętych; - samodzielne prowadzenie do 15 m² żagla w rejonie ustalonym przez SŻ WKKF danego województwa, a także poza tym akwenem pod kontrolą sternika II klasy; - udział w regatach jako prowadzący jacht w granicach swoich uprawnień. |
| 3   | sternik II klasy  | - samodzielne prowadzenie wszystkich jachtów po wodach śródlądowych bez ograniczeń; - startowanie we wszystkich w regatach śródlądowych; - prawo do ubiegania się o stopień instruktora i szkolenia w zakresie posiadanego stopnia.                                                                                               |
| 4   | sternik I klasy   | - prowadzenie jachtu do 60 m² żagla po morskich wodach osłoniętych; - pełnienie funkcji oficerskich w rejsach pełnomorskich na jachtach do 150 m² żagla; - prawo do ubiegania się o stopień instruktora i szkolenia w zakresie posiadanego stopnia..                                                                              |
| 5   | kapitan II klasy  | - prowadzenie jachtu do 150 m² żagla w rejsach po Morzu Bałtyckim – z wyłączeniem Sundu, Bełtów oraz Zatoki Botnickiej; - pełnienie funkcji oficerskich bez ograniczeń - szkolenie w zakresie posiadanego stopnia. |
| 6   | kapitan I klasy   | - prowadzenie jachtów po wodach morskich bez ograniczeń; - szkolenie w zakresie swego stopnia. |

### 1957 – 1969
(ok. 13 lat)
W związku z powołaniem PZŻ w roku 1956 (na fali odwilży) ustalono nowy regulamin stopni.
| lp. | nazwa stopnia                                                                | wymagania | uprawnienia |
| --- | ---------------------------------------------------------------------------- | --- | --- |
| 1   | żeglarz                                                                      | - ukończony 10 rok życia, - świadectwo zdrowia, - zgoda rodziców. | - pełnienie funkcji kwalifikowanej załogi na jachtach bez ograniczeń. - prowadzenie jachtów mieczowych do 15 m² żagla, po uzyskaniu upoważnienia Klubu posiadającego upoważnienie OZŻ.                                 |
| 2   | sternik jachtowy                                                             | - ukończony 16 rok życia, - stopień żeglarza, - staż po stopniu żeglarza 300 km w rejsach śródlądowych. | - prowadzenie jachtów po wodach śródlądowych bez ograniczeń. - prowadzenie jachtów do 30 m² żagla po wodach wewnętrznych.                                                                                              |
| 3   | jachtowy sternik morski                                                      | - ukończony 18 rok życia, - stopień sternika jachtowego, - 1000 Mm w rejsach morskich, - pozytywne opinie ze wszystkich rejsów, - wniosek klubu, - świadectwo zdrowia. | - prowadzenie jachtów po wodach śródlądowych bez ograniczeń - prowadzenie jachtów do 80 m² żagla po morskich wodach wewnętrznych; - pełnienie funkcji oficera w rejsach morskich.                                      |
| 3a  | jachtowy sternik morski P.U. (z poszerzonymi uprawnieniami ok. roku 1962/63) | - ukończony 20 rok życia, - stopień sternika morskiego zdobyty przynajmniej w poprzednim roku, - staż po uzyskaniu sternika morskiego 1500 Mm na funkcjach oficerskich w przynajmniej 2 rejsach morskich, - bardzo dobre opinie kapitanów z powyższych rejsów, - wniosek klubu, - zdanie, z wynikiem przynajmniej dobrym, egzaminu z przepisów normujących ruch jachtów po morzu, prawa drogi, nawigacji, locji, sygnalizacji. manewrowania jachtem (w zakresie sternika morskiego), przepisów (w zakresie kapitana). | - prowadzenie jachtów po akwenie morza Bałtyckiego ograniczonym od zachodu południkiem 15°E, a od północy 59°N, bez prawa przekroczenia obcych wód terytorialnych                                                      |
| 4   | kapitan jachtowy / jachtowy kapitan morski                                   | - ukończony 21 rok życia, - posiadanie sternika morskiego, - staż po sterniku morskim: 2500 Mm na funkcjach oficerskich w przynajmniej 3 rejsach morskich, zajście do 1 portu zagranicznego i 5 morskich portów polskich, - pozytywne opinie kapitanów ze wszystkich odbytych rejsów, - wniosek klubu macierzystego, - świadectwo zdrowia. | - prowadzenie jachtów morskich bez ograniczeń. - prowadzenie rejsów zagranicznych – po przeprowadzeniu 2 rejsów krajowych - w rejsach poza Bałtyk obowiązkowo: dwóch kapitanów - w rejsach ponad 11 osób – 3 kapitanów |

UWAGI:
- W ciągu jednego sezonu można uzyskać tylko jeden stopień żeglarski (§ 15)
- Na podstawie nabytych za granicą uprawnień państwowych Prezydium Zarządu PZŻ może nadawać stopnie. (§ 18)
- Osoby posiadające państwowe uprawnienia oficerów nawigacyjnych uprawniające do prowadzenia statków po morzu lub stopnie kapitanów motorowodnych, mogą uzyskać stopień kapitana jachtowego pod warunkiem wykazania się stażem 500 Mm w rejsie morskim na jachcie żaglowym oraz wiadomościami z zakresu teorii i praktyki żeglowania i manewrowania jachtem, budowy jachtu, organizacji rejsów morskich, etykiety jachtowej i przepisów PZŻ (§ 18)
- Prezydium PZŻ ma prawo niektórym sternikom morskim okresowo rozszerzyć dla prowadzenia jachtów po akwenie morza Bałtyckiego ograniczonym od zachodu południkiem 15°E, a od północy 59°N, jednakże bez prawa przekroczenia obcych wód terytorialnych po spełnieniu warunków. (§ 19)

### 1970 – 1981

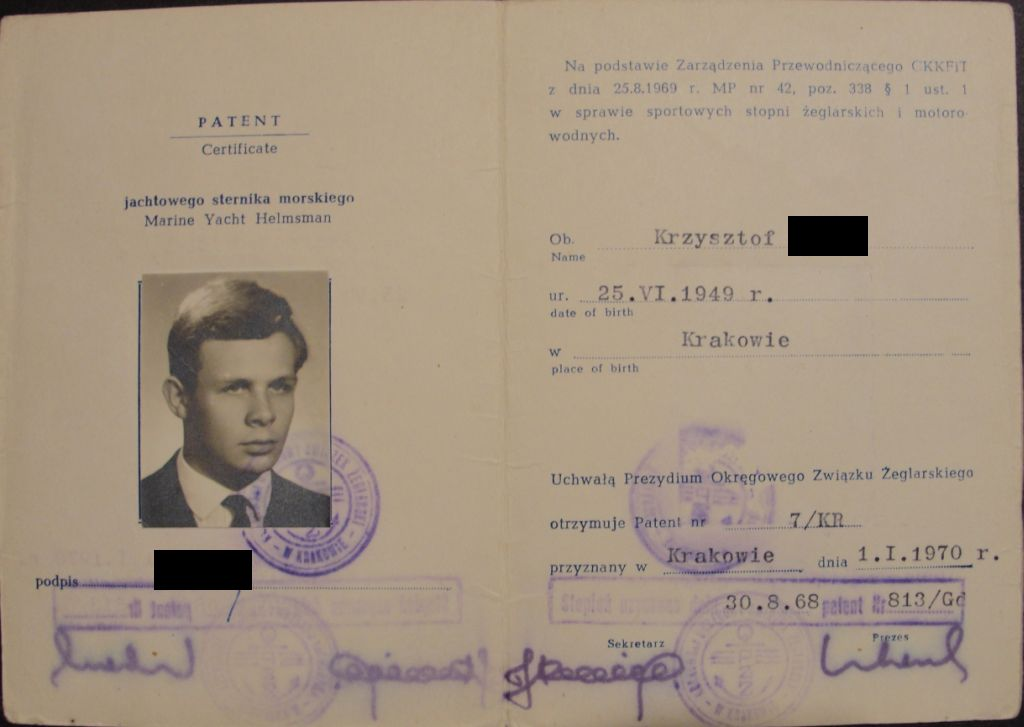
Patent jachtowego sternika morskiego z 1970 r. – awers

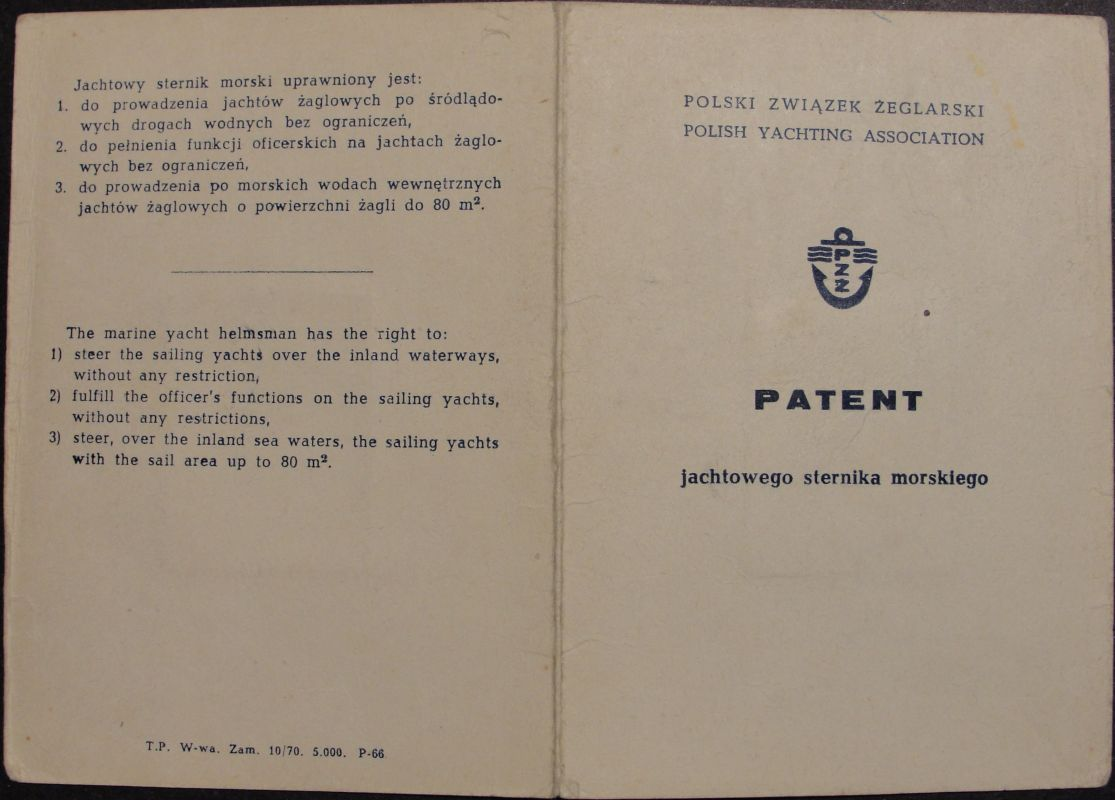
Patent jachtowego sternika morskiego z 1970 r. – rewers

1 stycznia 1970 – 27 stycznia 1981 (ponad 11 lat)
Zarządzenie przewodniczącego GKKFiT z 25 sierpnia 1969: Sportowe stopnie żeglarskie i motorowodne (M.P.69.42.338; zmiany M.P.74.31.189)
| lp. | nazwa stopnia                                         | wymagania | uprawnienia |
| --- | ----------------------------------------------------- | --- | --- |
|     | bez stopnia                                           | – | - do 19 września 1974 – brak uprawnień - od 20 września 1974 – jachty do 7 m² ożaglowania |
| 1   | żeglarz jachtowy                                      | - ukończenie 10 lat. | - pełnienie funkcji „członka załogi” na jachtach żaglowych; - prowadzenie, po śródlądziu, w porze dziennej, jachtów żaglowych do 15 m², pod nadzorem instruktora. |
| 2   | sternik jachtowy                                      | - żeglarz jachtowy i ukończenie 16 lat, lub ukończenie 18 lat; - 300 km stażu w rejsach po śródlądowych drogach wodnych. | - prowadzenie, po śródlądziu, jachtów żaglowych bez ograniczeń; - prowadzenie, po morskich wodach wewnętrznych, niezatapialnych jachtów żaglowych do 20 m² w porze dziennej. |
| 2a  | sternik jachtowy (pełne uprawnienia)                  | - sternik jachtowy - 500 Mm stażu w rejsach na jachtach balastowych po wodach morskich - bez egzaminu | - pełnienie funkcji „członka wykwalifikowanej załogi” na jachtach żaglowych w rejsach morskich; - prowadzenie, po śródlądziu, jachtów żaglowych bez ograniczeń; - pełnienie funkcji oficerskich (bez I oficera), w rejsach po Morzu Bałtyckim (do 10°E i 61°N), na jachtach żaglowych do 100 m²; - prowadzenie po morskich wodach wewnętrznych jachtów żaglowych do 30 m². |
| 3   | jachtowy sternik morski                               | - przepłynięcie 1000 Mm w rejsach pełnomorskich po uzyskaniu sternika jachtowego. | - prowadzenie jachtów żaglowych po śródlądowych drogach wodnych bez ograniczeń, - pełnienie funkcji oficerskich na jachtach żaglowych bez ograniczeń, - prowadzenie, po morskich wodach wewnętrznych jachtów żaglowych, o powierzchni żagli do 80 m². |
| 4   | jachtowy kapitan żeglugi bałtyckiej                   | - ukończenie 20 lat; - posiadanie jachtowego sternika morskiego - 1500 Mm w 2 rejsach pełnomorskich z zawinięciem do 5 portów morskich jako oficer; - 200 Mm balastowym jachtem żaglowym po morskich wodach wewnętrznych jako prowadzący lub bycie instruktorem w morskim ośrodku żeglarskim przez jeden turnus; - egzamin. | - Prowadzenie jachtów żaglowych do 100 m² żagla i motorowych poniżej 17 m długości po Morzu Bałtyckim (do 10°E i 61°N), bez prawa przekraczania granic obcych wód terytorialnych. - uprawnienia mogły być indywidualnie rozszerzane (przez PZŻ w porozumieniu z UM) na inne wyraźnie określone wody morskie.                                                               |
| 5   | jachtowy kapitan żeglugi wielkiej                     | - ukończenie 21 lat; - bycie jachtowym kapitanem żeglugi bałtyckiej; - 2000 Mm w 3 rejsach pełnomorskich z zawinięciem do 5 portów morskich jako prowadzący; - 1 rejs poza 10°E z wejściem do portu na wodach pływowych, jako oficer.                                                                                       | - Prowadzenie jachtu żaglowego oraz motorowego, o długości do 21 m po wszystkich akwenach. |
| 5a  | jachtowy kapitan żeglugi wielkiej (pełne uprawnienia) | - jachtowy kapitan żeglugi wielkiej - staż 2000 mil morskich jako oficer na jachtach powyżej 21 metrów długości - bez egzaminu | - Prowadzenie każdego jachtu (żaglowego czy motorowego) po wszystkich akwenach. |

### 1981 – 1985

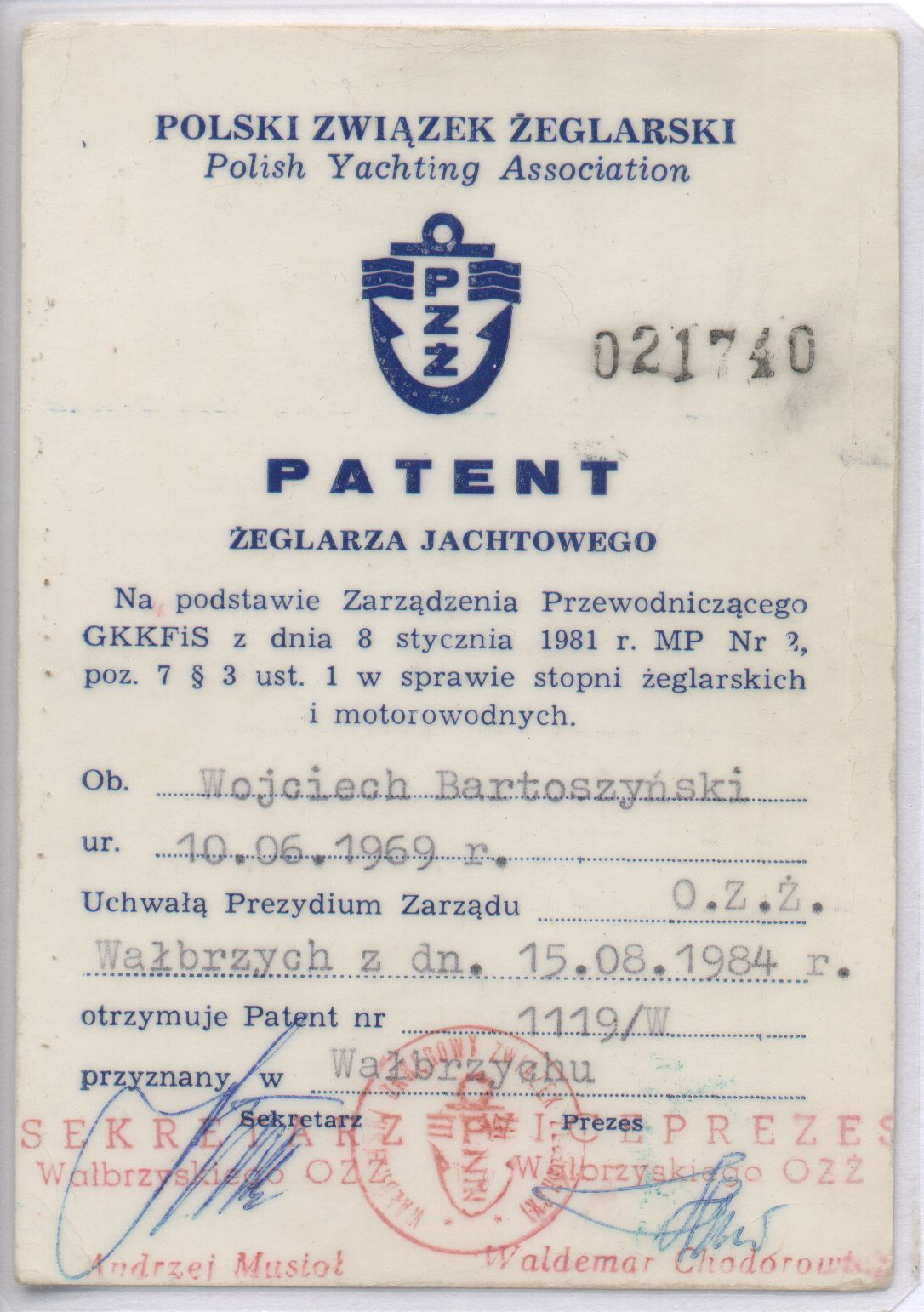
Patent żeglarza jachtowego z roku 1984 – awers

28 stycznia 1981 – 20 października 1985 (4,7 roku)
Zarządzenie Przewodniczącego GKKFiS z 8 stycznia 1981 r.
w sprawie stopni żeglarskich i motorowodnych. (M.P.81.2.7)
| lp. | nazwa stopnia                                         | wymagania | uprawnienia |
| --- | ----------------------------------------------------- | --- | --- |
|     | brak stopnia                                          | – | - do 7 m²; lub do 3,68 kW (5 KM) |
| A   | żeglarz lodowy                                        | - ukończenie 10 lat; - ukończenie szkolenia. | - prowadzenie ślizgów lodowych o powierzchni żagla do 8 m². - do ukończenia 16 lat pod nadzorem instruktora |
| B   | sternik lodowy                                        | - ukończone 16 lat. - odbycie szkolenia. - posiadanie patentu żeglarza lodowego (dla młodszych niż 18 lat) | - prowadzenie ślizgów lodowych bez ograniczeń. |
| 1   | żeglarz jachtowy                                      | - ukończenie 10 lat; - ukończenie szkolenia. | - pełnienia funkcji „wykwalifikowanego członka załogi” na jachtach żaglowych; - prowadzenie jachtów żaglowych o powierzchni ożaglowania do 15 m², w porze dziennej i pod nadzorem po wodach śródlądowych i akwenach treningowych. |
| 1a  | żeglarz jachtowy (pełne uprawnienia)                  | - posiadanie stopnia żeglarza jachtowego; - ukończenie 16 lat. - bez egzaminu. | - pełnienia funkcji „wykwalifikowanego członka załogi” na jachtach żaglowych; - prowadzenia jachtów żaglowych o powierzchni ożaglowania do 20 m² powierzchni pomiarowej, po wodach śródlądowych i akwenach treningowych. |
| 2   | sternik jachtowy                                      | - ukończenie 16 lat. - patent żeglarza jachtowego dla młodszych niż 18 lat. | - prowadzenie jachtów żaglowych po wodach śródlądowych bez ograniczeń - prowadzenie w porze dziennej jachtów żaglowych niezatapialnych o powierzchni ożaglowania do 40 m² w żegludze po morskich wodach wewnętrznych i morzu terytorialnym, |
| 2a  | sternik jachtowy (pełne uprawnienia)                  | - posiadanie stopnia sternika jachtowego - staż 200 godzin pływania w rejsach pełnomorskich. - bez egzaminu. | - prowadzenie jachtów żaglowych po wodach śródlądowych bez ograniczeń - prowadzenie jachtów żaglowych o powierzchni ożaglowania do 40 m² po morskich wodach wewnętrznych i morzu terytorialnym, - pełnienia funkcji oficerskich, z wyjątkiem funkcji I oficera, na jachtach żaglowych o powierzchni ożaglowania do 150 m², w rejsach, do których prowadzenia uprawniony jest jachtowy kapitan żeglugi bałtyckiej, - pełnienie funkcji oficerskich na jachtach żaglowych o powierzchni ożaglowania do 80 m², w rejsach po morskich wodach wewnętrznych i morzu terytorialnym. |
| 3   | jachtowy sternik morski                               | - ukończenie 18 lat, - posiadanie stopnia sternika jachtowego z pełnymi uprawnieniami - zaliczenie co najmniej 400 godzin pływania w rejsach pełnomorskich, w tym 100 godzin pełnienia funkcji oficerskich. | - prowadzenie jachtów żaglowych i motorowo-żaglowych po wodach śródlądowych bez ograniczeń, - prowadzenia jachtów żaglowych o powierzchni ożaglowania do 80 m² motorowo-żaglowych o długości całkowitej pokładu do 12 m i mocy silników do 110,3 kW (odpowiednio 150 KM) po morskich wodach wewnętrznych i morzu terytorialnym, - pełnienia funkcji oficerskich na jachtach żaglowych i motorowo-żaglowych bez ograniczeń, - pełnienie, po ukończeniu 21 lat, funkcji oficerskich bez ograniczeń na jachtach motorowych, - zastrzeżenie: funkcję I oficera może pełnić dopiero po odbyciu w charakterze oficera jednego rejsu o czasie pływania co najmniej 200 godzin i po uzyskaniu stopnia jachtowego sternika morskiego, - obsługa użytkowa silników o mocy do 110,3 kW (150 KM). |
| 4   | jachtowy kapitan żeglugi bałtyckiej                   | - ukończenie 21 lat, - posiadanie stopnia jachtowego sternika morskiego, - pełnienie funkcji oficerskich co najmniej w dwóch rejsach pełnomorskich o łącznym czasie pływania nie mniejszym niż 500 godzin, - samodzielne prowadzenie jachtu balastowego w rejsie po wodach wewnętrznych o łącznym czasie pływania nie mniejszym niż 100 godzin albo samodzielne prowadzenie przez kandydata jachtów balastowych w czasie pełnienia funkcji instruktora w morskim ośrodku żeglarskim wyznaczonym przez Polski Związek Żeglarski, - wejście do trzech portów polskich morza otwartego w czasie rejsów, w których kandydat pełnił funkcje oficerskie. | - prowadzenia jachtów żaglowych i motorowo-żaglowych – o powierzchni ożaglowania do 150 m² i długości całkowitej poniżej 17 m na akwenach: - Morza Bałtyckiego ograniczonego od zachodu południkiem 10°E, - innych mórz zamkniętych, na których skok pływu nie przekracza 0,5 m, - pomiędzy portami jednego państwa, jeżeli jacht – rozpoczyna żeglugę, żegluje i kończy żeglugę na obszarze morza terytorialnego tego państwa, a żegluga uprawiana w sposób ciągły nie przekracza 500 mil morskich, - pełnienie funkcji oficerskich na jachtach żaglowych i motorowych bez ograniczeń, - prowadzenia jachtów żaglowych i motorowo-żaglowych po wodach śródlądowych bez ograniczeń, - obsługi użytkowej silników o mocy do 110,3 kW (odpowiednio 150 KM).                             |
| 5   | jachtowy kapitan żeglugi wielkiej                     | - posiadanie stopnia jachtowego kapitana żeglugi bałtyckiej, - samodzielne prowadzenie co najmniej trzech rejsów pełnomorskich o łącznym czasie pływania nie mniejszym niż 800 godzin, - pełnienie funkcji oficerskiej w rejsie po wodach pływowych z zawinięciem do portu pływowego, po uzyskaniu stopnia jachtowego sternika morskiego, - wejście do trzech portów polskich morza otwartego w czasie rejsów, w których kandydat pełnił funkcję prowadzącego. | - prowadzenie jachtu żaglowego i motorowo-żaglowego o długości całkowitej pokładu do 21 m po wodach morskich i śródlądowych; - obsługa użytkowa silników o mocy do 110,3 kW (odpowiednio 150 KM) |
| 5a  | jachtowy kapitan żeglugi wielkiej (pełne uprawnienia) | - posiadanie stopnia jachtowego kapitana żeglugi wielkiej; - staż oficerski 500 godzin pływania na jachtach żaglowych i motorowo-żaglowych o długości całkowitej pokładu ponad 21 m; - zgoda urzędu morskiego. | - prowadzenie każdego jachtu żaglowego i motorowo-żaglowego. - obsługa użytkowa silników o mocy do 110,3 kW (odpowiednio 150 KM) |

### 1985 – 1996

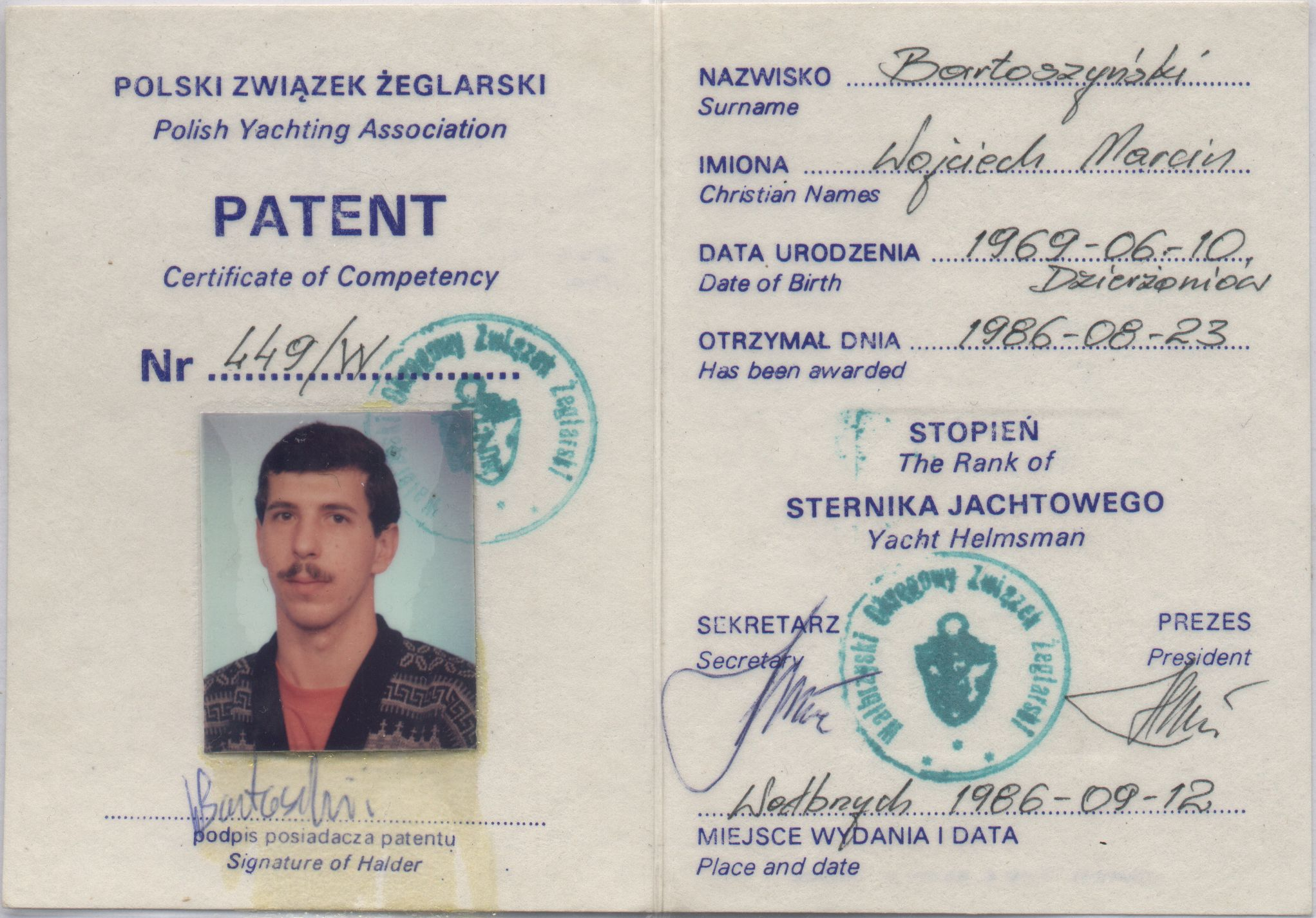
Patent sternika jachtowego z roku 1986 – awers

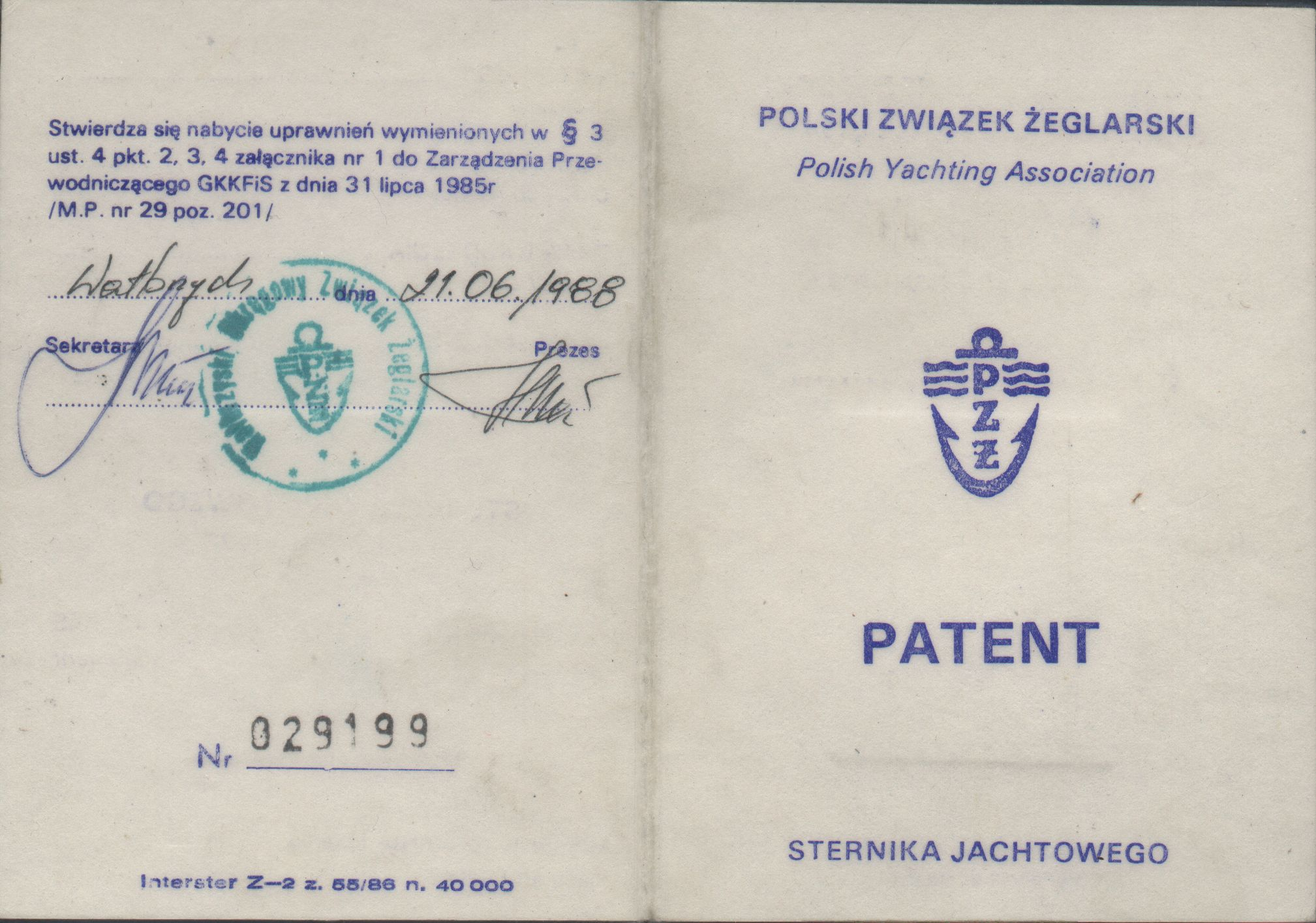
Patent st.j. z 1986 – pełne uprawnienia – 1988

21 października 1985 – 6 lipca 1996 (10,7 roku)
Zarządzenie Przewodniczącego GKKFiS z 31 lipca 1985 r.
w sprawie stopni żeglarskich i motorowodnych. (M.P.85.29.201)
| lp. | nazwa stopnia                                         | wymagania | uprawnienia |
| --- | ----------------------------------------------------- | --- | --- |
|     | brak stopnia                                          | – | - jachty do 7 m² powierzchni ożaglowania lub do 3,68 kW (5 KM) mocy silnika |
| A   | żeglarz lodowy                                        | - ukończenie 10 lat; - ukończenie szkolenia. | - prowadzenie ślizgów lodowych o powierzchni żagla do 8 m². - do ukończenia 16 lat pod nadzorem instruktora |
| B   | sternik lodowy                                        | - ukończenie 16 lat. - patent żeglarza lodowego dla młodszych niż 18 lat | - prowadzenie ślizgów lodowych bez ograniczeń. |
| 1   | żeglarz jachtowy                                      | - ukończenie 10 lat; - ukończenie szkolenia. | - pełnienia funkcji wykwalifikowanego członka załogi na jachtach żaglowych; - prowadzenie jachtów żaglowych o powierzchni ożaglowania do 15 m², w porze dziennej i pod nadzorem po wodach śródlądowych i akwenach treningowych. |
| 1a  | żeglarz jachtowy (pełne uprawnienia)                  | - posiadanie stopnia żeglarza jachtowego; - ukończenie 16 lat. - bez egzaminu | - pełnienia funkcji wykwalifikowanego członka załogi na jachtach żaglowych; - prowadzenia jachtów żaglowych o powierzchni ożaglowania do 20 m² powierzchni pomiarowej, po wodach śródlądowych i akwenach treningowych. |
| 2   | sternik jachtowy                                      | - ukończenie 16 lat. - patent żeglarza jachtowego dla młodszych niż 18 lat. | - prowadzenie jachtów żaglowych po wodach śródlądowych bez ograniczeń - prowadzenie w porze dziennej jachtów żaglowych niezatapialnych o powierzchni ożaglowania do 40 m² w żegludze po morskich wodach wewnętrznych i morzu terytorialnym, |
| 2a  | sternik jachtowy (pełne uprawnienia)                  | - posiadanie stopnia sternika jachtowego - staż 200 godzin pływania w rejsach pełnomorskich. - bez egzaminu. | - prowadzenie jachtów żaglowych po wodach śródlądowych bez ograniczeń - prowadzenie jachtów żaglowych o powierzchni ożaglowania do 40 m² po morskich wodach wewnętrznych i morzu terytorialnym, - pełnienia funkcji oficerskich, z wyjątkiem funkcji I oficera, na jachtach żaglowych o powierzchni ożaglowania do 150 m², w rejsach, do których prowadzenia uprawniony jest jachtowy kapitan żeglugi bałtyckiej, - pełnienie funkcji oficerskich na jachtach żaglowych o powierzchni ożaglowania do 80 m², w rejsach po morskich wodach wewnętrznych i morzu terytorialnym. |
| 3   | jachtowy sternik morski                               | - ukończenie 18 lat, - posiadanie stopnia sternika jachtowego z pełnymi uprawnieniami - zaliczenie co najmniej 400 godzin pływania w rejsach pełnomorskich, w tym 100 godzin pełnienia funkcji oficerskich. | - prowadzenie jachtów żaglowych i motorowo-żaglowych po wodach śródlądowych bez ograniczeń, - prowadzenia jachtów żaglowych o powierzchni ożaglowania do 80 m² i motorowo-żaglowych o długości całkowitej pokładu do 12 m i mocy silników do 110,3 kW (odpowiednio 150 KM) po morskich wodach wewnętrznych i morzu terytorialnym, - pełnienia funkcji oficerskich na jachtach żaglowych i motorowo-żaglowych bez ograniczeń, - pełnienie, po ukończeniu 21 lat, funkcji oficerskich bez ograniczeń na jachtach motorowych. - zastrzeżenie: funkcję I oficera może pełnić dopiero po odbyciu w charakterze oficera jednego rejsu o czasie pływania co najmniej 200 godzin i po uzyskaniu stopnia jachtowego sternika morskiego, - obsługa użytkowa silników o mocy do 110,3 kW (150 KM). |
| 4   | jachtowy kapitan żeglugi bałtyckiej                   | - ukończenie 21 lat, - posiadanie stopnia jachtowego sternika morskiego, - pełnienie funkcji oficerskich co najmniej w dwóch rejsach pełnomorskich o łącznym czasie pływania nie mniejszym niż 500 godzin, - samodzielne prowadzenie jachtu balastowego w rejsie po wodach wewnętrznych o łącznym czasie pływania nie mniejszym niż 100 godzin albo samodzielne prowadzenie przez kandydata jachtów balastowych w czasie pełnienia funkcji instruktora w morskim ośrodku żeglarskim wyznaczonym przez Polski Związek Żeglarski, - wejście do trzech portów polskich morza otwartego w czasie rejsów, w których kandydat pełnił funkcje oficerskie; | - prowadzenie jachtów żaglowych i motorowo-żaglowych – o powierzchni ożaglowania do 150 m² i długości całkowitej poniżej 17 m na akwenach: - Morza Bałtyckiego ograniczonego od zachodu południkiem 10°E, - innych mórz zamkniętych, na których skok pływu nie przekracza 0,5 m, - pomiędzy portami jednego państwa, jeżeli jacht – rozpoczyna żeglugę, żegluje i kończy żeglugę na obszarze morza terytorialnego tego państwa, a żegluga uprawiana w sposób ciągły nie przekracza 500 mil morskich, - pełnienie funkcji oficerskich na jachtach żaglowych i motorowych bez ograniczeń, - prowadzenia jachtów żaglowych i motorowo-żaglowych po wodach śródlądowych bez ograniczeń, - obsługa użytkowej silników o mocy do 110,3 kW (odpowiednio 150 KM).                               |
| 5   | jachtowy kapitan żeglugi wielkiej                     | - posiadanie stopnia jachtowego kapitana żeglugi bałtyckiej, - samodzielne prowadzenie co najmniej trzech rejsów pełnomorskich o łącznym czasie pływania nie mniejszym niż 800 godzin, - pełnienie funkcji oficerskiej w rejsie po wodach pływowych z zawinięciem do portu pływowego, po uzyskaniu stopnia jachtowego sternika morskiego, - wejście do trzech portów polskich morza otwartego w czasie rejsów, w których kandydat pełnił funkcję prowadzącego. | - prowadzenie jachtu żaglowego i motorowo-żaglowego o długości całkowitej pokładu do 21 m po wodach morskich i śródlądowych; - obsługa użytkowa silników o mocy do 110,3 kW (odpowiednio 150 KM) |
| 5a  | jachtowy kapitan żeglugi wielkiej (pełne uprawnienia) | - posiadanie stopnia jachtowego kapitana żeglugi wielkiej; - staż oficerski 500 godzin pływania na jachtach żaglowych i motorowo-żaglowych o długości całkowitej pokładu ponad 21 m; - zgoda urzędu morskiego. | - prowadzenie każdego jachtu żaglowego i motorowo-żaglowego. - obsługa użytkowa silników o mocy do 110,3 kW (odpowiednio 150 KM) |

### 1996 – 1997 brak
7 lipca 1996 – 23 września 1997
Przez ponad 14 miesięcy nie było podstaw prawnych istnienia stopni żeglarskich.

### 1997 – 2005

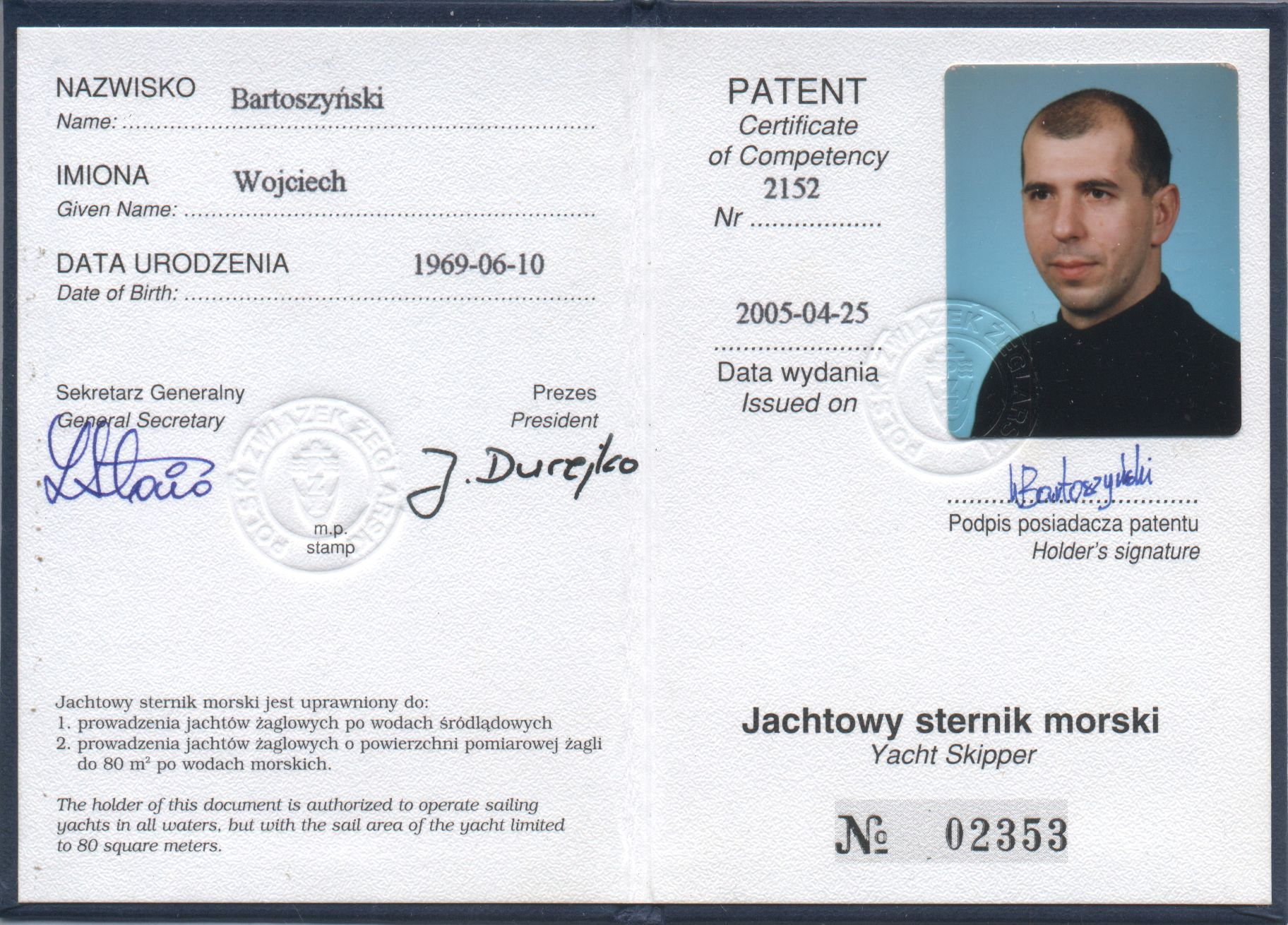
patent jachtowego sternika morskiego z 2005 r.

24 września 1997 – 30 listopada 2005 (8,2 roku)
Stopnie te zostały wprowadzone Rozporządzeniem Rady Ministrów z 12 września 1997 r. w sprawie uprawiania żeglarstwa.
| lp. | nazwa stopnia                      | wymagania | uprawnienia |
| --- | ---------------------------------- | --- | --- |
| A   | żeglarz lodowy                     | - ukończenie 12 roku życia, - odbycie kursu szkoleniowego. | - prowadzenie ślizgów lodowych, o powierzchni pomiarowej żagla do 6 m², pod nadzorem. |
| B   | sternik lodowy.                    | - ukończenie 16 roku życia. - posiadanie patentu żeglarza jachtowego dla młodszych niż 18 lat. - odbycie kursu szkoleniowego. | - prowadzenie ślizgów lodowych bez ograniczeń. |
|     | brak stopnia                       | | - prowadzenie jachtów żaglowych do 10 m² po wodach śródlądowych bez ograniczeń - prowadzenie jachtów żaglowych do 10 m² po wodach morskich do 2 Mm od brzegu, w porze dziennej. - jachty motorowe do 5 kW (6,80 KM) po wodach śródlądowych bez ograniczeń i po wodach morskich do 2 Mm od brzegu, w porze dziennej |
| 1   | żeglarz jachtowy                   | - ukończenie 12 roku życia, - odbycie kursu szkoleniowego. | - prowadzenie jachtów żaglowych po wodach śródlądowych pod nadzorem; - prowadzenia jachtów żaglowych niezatapialnych, w regatach i na treningu pod nadzorem, po wodach morskich. |
| 1a  | żeglarz jachtowy pełne uprawnienia | - żeglarz jachtowy; - ukończenie 16 lat. | - prowadzenie jachtów żaglowych po wodach śródlądowych, - prowadzenia jachtów żaglowych niezatapialnych, w regatach i na treningu pod nadzorem, po wodach morskich. |
| 2   | sternik jachtowy                   | - ukończenie 16 roku życia - posiadanie patentu żeglarza jachtowego dla młodszych niż 18 lat; - odbycie kursu szkoleniowego; - odbycie co najmniej 2 rejsów po wodach morskich w czasie co najmniej 200 godzin.                                                                                     | - prowadzenie jachtów żaglowych po wodach śródlądowych, - prowadzenie jachtów żaglowych o powierzchni pomiarowej żagli do 40 m² po morskich wodach wewnętrznych i w żegludze po wodach morskich do 20 Mm od brzegu.                                                                                                |
| 3   | jachtowy sternik morski            | - ukończenie 18 roku życia, - posiadanie patentu sternika jachtowego, - udział minimum w 3 rejsach morskich w czasie co najmniej 600 godzin żeglugi, po uzyskaniu patentu sternika jachtowego. - przynajmniej jeden z tych rejsów musi odbywać się po wodach pływowych o skoku pływu powyżej 1,5 m. | - prowadzenie jachtów żaglowych po wodach śródlądowych, - prowadzenie jachtów żaglowych o powierzchni pomiarowej żagli do 80 m² po wodach morskich. |
| 4   | kapitan jachtowy                   | - posiadanie patentu jachtowego sternika morskiego, - udział minimum w 2 rejsach morskich w czasie co najmniej 1000 godzin żeglugi, po uzyskaniu patentu jachtowego sternika morskiego, w tym: - co najmniej 400 godzin samodzielnego prowadzenia jachtu.                                           | - prowadzenie jachtów żaglowych po wodach śródlądowych i morskich bez ograniczeń. |

### 2005 – 2006 brak
1 grudnia 2005 – 23 czerwca 2006
Przez prawie 7 miesięcy nie było podstaw prawnych istnienia stopni żeglarskich.

### 2006 – 2007

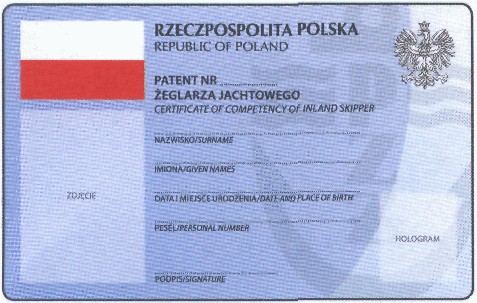
awers patentu żeglarza jachtowego z roku 2006

24 czerwca 2006 – 31 grudnia 2007 (1,5 roku)
Wraz z nową ustawą o kulturze fizycznej i wynikającym z niej wydanym 9 czerwca 2006 r. rozporządzeniem ministra w sprawie uprawiania żeglarstwa zostały wprowadzone zmiany w systemie patentów i uprawnień żeglarskich. Z głównych zmian należy wymienić:
- sposób określania wielkości jachtu zmieniono z kryterium powierzchni ożaglowania na kryterium długości kadłuba,
- zlikwidowano stopnie związane z żeglarstwem lodowym,
- wprowadzono zakres bezpatencia,
- egzaminy i kursy są wymagane tylko dla stopni żeglarza oraz sternika jachtowego, natomiast wszystkie wyższe stopnie uzyskuje się poprzez odbycie stażu

| lp. | nazwa stopnia                      | wymagania | uprawnienia |
| --- | ---------------------------------- | --- | --- |
|     | brak stopnia                       | | - prowadzenie jachtów żaglowych o długości kadłuba do 5 m - prowadzenie jachtów motorowych o mocy do 5 kW (6,80 KM) |
| 1   | żeglarz jachtowy                   | - ukończenie 12 roku życia, - ukończenie szkolenia, - zdanie egzaminu na stopień żeglarza jachtowego. | Pod nadzorem (prowadzonym w określonych przez rozporządzenie Ministra Sportu warunkach) osoby pełnoletniej, posiadającej stopień żeglarza jachtowego lub wyższy (do ukończenia 16 roku życia): - prowadzenie jachtów żaglowych bez lub z pomocniczym napędem mechanicznym po wodach śródlądowych, - prowadzenie jachtów żaglowych bez lub z pomocniczym napędem mechanicznym o długości całkowitej do 8,5 m po wodach morskich w strefie 2 Mm od brzegu w porze dziennej. |
| 1a  | żeglarz jachtowy pełne uprawnienia | - żeglarz jachtowy; - ukończenie 16 lat. | - prowadzenie jachtów żaglowych bez lub z pomocniczym napędem mechanicznym po wodach śródlądowych, - prowadzenie jachtów żaglowych bez lub z pomocniczym napędem mechanicznym o długości całkowitej do 8,5 m po wodach morskich w strefie 2 Mm od brzegu w porze dziennej. |
| 2   | sternik jachtowy                   | - ukończenie 18 roku życia, - ukończenie szkolenia, - odbycie co najmniej 2 rejsów po wodach morskich o łącznym czasie co najmniej 200 godzin, - zdanie egzaminu na stopień sternika jachtowego. | - prowadzenie jachtów żaglowych bez lub z pomocniczym napędem mechanicznym po wodach śródlądowych, - prowadzenie jachtów żaglowych bez lub z pomocniczym napędem mechanicznym o długości całkowitej do 12 m po: - wodach Morza Bałtyckiego i innych mórz zamkniętych - innych wodach morskich w strefie do 20 mil morskich od brzegu. |
| 3   | jachtowy sternik morski            | - ukończenie 18 roku życia i posiadanie stopnia sternika jachtowego, - odbycie co najmniej trzech rejsów pełnomorskich w czasie co najmniej 600 godzin żeglugi po uzyskaniu stopnia sternika jachtowego, w tym: - 200 godzin żeglugi na statkach o długości od 12 do 18 m, - jeden rejs powyżej 100 godzin żeglugi po wodach pływowych z zawinięciem co najmniej do dwóch portów, o średnim skoku pływu powyżej 1,5 m.        | - prowadzenie jachtów żaglowych bez lub z pomocniczym napędem mechanicznym po wodach śródlądowych, - prowadzenie jachtów żaglowych bez lub z pomocniczym napędem mechanicznym o długości całkowitej do 18 m po wodach morskich. |
| 4   | kapitan jachtowy                   | - posiadanie stopnia jachtowego sternika morskiego, - odbycie co najmniej sześciu rejsów pełnomorskich w czasie co najmniej 1200 godzin żeglugi, po uzyskaniu stopnia sternika jachtowego, w tym: - 400 godzin samodzielnego prowadzenia statku o długości całkowitej od 10 do 18 m po uzyskaniu stopnia jachtowego sternika morskiego, - jeden rejs powyżej 100 godzin żeglugi na statku o długości całkowitej powyżej 20 m. | - prowadzenie jachtów żaglowych po wodach śródlądowych i morskich bez ograniczeń. |

### 2008 – 2010
1 stycznia 2008 – 15 października 2010 (2,8 roku)
Ustawa z dnia 23 sierpnia 2007 r. o zmianie ustawy o sporcie kwalifikowanym oraz niektórych innych ustaw wraz z wydanym 9 czerwca 2006 r. rozporządzeniem Ministra Sportu w sprawie uprawiania żeglarstwa nie wprowadza istotnych zmian w stopniach żeglarskich.
Rozszerzono natomiast zakres bezpatencia, co umożliwiło prowadzenie o połowę większych jachtów bez konieczności posiadania żadnych dokumentów, między innymi bardzo popularnych na śródlądziu jachtów klasy Omega.
| lp. | nazwa stopnia                      | wymagania | uprawnienia |
| --- | ---------------------------------- | --- | --- |
|     | brak stopnia                       | | - prowadzenie jachtów żaglowych o długości kadłuba do 7,5 m - prowadzenie jachtów żaglowych o mocy silnika do 10 kW (13,60 KM) |
|     | INNE DOKUMENTY                     | | - uprawnienia do uprawiania żeglarstwa uzyskane w innym państwie, pozwalają uprawiać żeglarstwo na terytorium Rzeczypospolitej Polskiej w zakresie posiadanych uprawnień potwierdzonych stosownym dokumentem. |
| 1   | żeglarz jachtowy                   | - ukończenie 12 roku życia, - ukończenie szkolenia, - zdanie egzaminu na stopień żeglarza jachtowego. | - prowadzenie jachtów żaglowych bez lub z pomocniczym napędem mechanicznym po wodach śródlądowych, - prowadzenie jachtów żaglowych bez lub z pomocniczym napędem mechanicznym o długości całkowitej do 8,5 m po wodach morskich w strefie 2 Mm od brzegu w porze dziennej pod nadzorem osoby pełnoletniej, - osoba nadzorująca musi posiadać stopień żeglarza jachtowego lub wyższy, - nadzór prowadzony jest w określonych przez rozporządzenie Ministra Sportu warunkach. |
| 1a  | żeglarz jachtowy pełne uprawnienia | - żeglarz jachtowy; - ukończenie 16 lat. | - prowadzenie jachtów żaglowych bez lub z pomocniczym napędem mechanicznym po wodach śródlądowych, - prowadzenie jachtów żaglowych bez lub z pomocniczym napędem mechanicznym o długości całkowitej do 8,5 m po wodach morskich w strefie 2 Mm od brzegu w porze dziennej. |
| 2   | sternik jachtowy                   | - ukończenie 18 roku życia, - ukończenie szkolenia, - odbycie co najmniej 2 rejsów po wodach morskich o łącznym czasie co najmniej 200 godzin, - zdanie egzaminu na stopień sternika jachtowego. | - prowadzenie jachtów żaglowych bez lub z pomocniczym napędem mechanicznym po wodach śródlądowych, - prowadzenie jachtów żaglowych bez lub z pomocniczym napędem mechanicznym o długości całkowitej do 12 m po: - wodach Morza Bałtyckiego i innych mórz zamkniętych - innych wodach morskich w strefie do 20 mil morskich od brzegu. |
| 3   | jachtowy sternik morski            | - ukończenie 18 roku życia i posiadanie stopnia sternika jachtowego, - odbycie co najmniej trzech rejsów pełnomorskich w czasie co najmniej 600 godzin żeglugi po uzyskaniu stopnia sternika jachtowego, w tym: - 200 godzin żeglugi na statkach o długości od 12 do 18 m, - jeden rejs powyżej 100 godzin żeglugi po wodach pływowych z zawinięciem co najmniej do dwóch portów, o średnim skoku pływu powyżej 1,5 m.       | - prowadzenie jachtów żaglowych bez lub z pomocniczym napędem mechanicznym po wodach śródlądowych, - prowadzenie jachtów żaglowych bez lub z pomocniczym napędem mechanicznym o długości całkowitej do 18 m po wodach morskich. |
| 4   | kapitan jachtowy                   | - posiadanie stopnia jachtowego sternika morskiego, - odbycie co najmniej sześciu rejsów pełnomorskich w czasie co najmniej 1200 godzin żeglugi, po uzyskaniu stopnia sternika jachtowego, w tym: - 400 godzin samodzielnego prowadzenia statku o długości całkowitej od 10 do 18 m po uzyskaniu stopnia jachtowego sternika morskiego - jeden rejs powyżej 100 godzin żeglugi na statku o długości całkowitej powyżej 20 m. | - prowadzenie jachtów żaglowych po wodach śródlądowych i morskich bez ograniczeń. |

### 2010 – 2012
16 października 2010 – 15 października 2012 (2 lata)
Wraz z uchwaloną 25 czerwca 2010 r. nową ustawą o sporcie ważność straciły dotychczasowe przepisy regulujące tę dziedzinę. Ustawa stanowiła, iż zachowują ważność dotychczasowe patenty, pozostawiła zakres bezpatencia w niezmienionym kształcie, a także wprowadziła nowelizację ustawy z dnia z 21 grudnia 2000 r. o żegludze śródlądowej, na podstawie której w drodze rozporządzenia ministra miał być określony system patentów i uprawnień żeglarskich. Ministerstwo Sportu i Turystyki nie wydało odpowiedniego rozporządzenia, w związku z tym obowiązywało dotychczasowe rozporządzenie dotyczące stopni żeglarskich, jednak tylko do 15 października 2012 (tego dnia minął dwuletni termin).
| lp. | nazwa stopnia                      | wymagania | uprawnienia |
| --- | ---------------------------------- | --- | --- |
|     | brak stopnia                       | - w przypadku jachtów przeznaczonych do najmu, wymagane jest odbycie szkolenia z zakresu bezpieczeństwa na wodzie. | - prowadzenie jachtów żaglowych o długości kadłuba do 7,5 m - prowadzenie jachtów motorowych o mocy silnika do 10 kW (13,60 KM) - uprawianie turystyki wodnej na jachtach motorowych o mocy silnika do 75 kW (101,97 KM) i o długości kadłuba do 13 m, których prędkość maksymalna ograniczona jest konstrukcyjnie do 15 km/h |
|     | INNE DOKUMENTY                     | | - uprawnienia do uprawiania żeglarstwa uzyskane w innym państwie, pozwalają uprawiać żeglarstwo na terytorium Rzeczypospolitej Polskiej w zakresie posiadanych uprawnień potwierdzonych stosownym dokumentem. |
| 1   | żeglarz jachtowy                   | - ukończenie 12 roku życia, - ukończenie szkolenia, - zdanie egzaminu na stopień żeglarza jachtowego. | - prowadzenie jachtów żaglowych bez lub z pomocniczym napędem mechanicznym po wodach śródlądowych, |
| 1a  | żeglarz jachtowy pełne uprawnienia | - żeglarz jachtowy; - ukończenie 16 lat. | - prowadzenie jachtów żaglowych bez lub z pomocniczym napędem mechanicznym po wodach śródlądowych, - prowadzenie jachtów żaglowych bez lub z pomocniczym napędem mechanicznym o długości całkowitej do 8,5 m po wodach morskich w strefie 2 Mm od brzegu w porze dziennej pod nadzorem osoby pełnoletniej, - osoba nadzorująca musi posiadać stopień żeglarza jachtowego lub wyższy, - nadzór prowadzony jest w określonych przez rozporządzenie Ministra Sportu warunkach. |
| 2   | sternik jachtowy                   | - ukończenie 18 roku życia, - ukończenie szkolenia, - odbycie co najmniej 2 rejsów po wodach morskich o łącznym czasie co najmniej 200 godzin, - zdanie egzaminu na stopień sternika jachtowego. | - prowadzenie jachtów żaglowych bez lub z pomocniczym napędem mechanicznym po wodach śródlądowych, - prowadzenie jachtów żaglowych bez lub z pomocniczym napędem mechanicznym o długości całkowitej do 12 m po: - wodach Morza Bałtyckiego i innych mórz zamkniętych - innych wodach morskich w strefie do 20 mil morskich od brzegu. |
| 3   | jachtowy sternik morski            | - ukończenie 18 roku życia i posiadanie stopnia sternika jachtowego, - odbycie co najmniej trzech rejsów pełnomorskich w czasie co najmniej 600 godzin żeglugi po uzyskaniu stopnia sternika jachtowego, w tym: - 200 godzin żeglugi na statkach o długości od 12 do 18 m, - jeden rejs powyżej 100 godzin żeglugi po wodach pływowych z zawinięciem co najmniej do dwóch portów, o średnim skoku pływu powyżej 1,5 m.       | - prowadzenie jachtów żaglowych bez lub z pomocniczym napędem mechanicznym po wodach śródlądowych, - prowadzenie jachtów żaglowych bez lub z pomocniczym napędem mechanicznym o długości całkowitej do 18 m po wodach morskich. |
| 4   | kapitan jachtowy                   | - posiadanie stopnia jachtowego sternika morskiego, - odbycie co najmniej sześciu rejsów pełnomorskich w czasie co najmniej 1200 godzin żeglugi, po uzyskaniu stopnia sternika jachtowego, w tym: - 400 godzin samodzielnego prowadzenia statku o długości całkowitej od 10 do 18 m po uzyskaniu stopnia jachtowego sternika morskiego - jeden rejs powyżej 100 godzin żeglugi na statku o długości całkowitej powyżej 20 m. | - prowadzenie jachtów żaglowych po wodach śródlądowych i morskich bez ograniczeń. |

### 2012 – 2013 brak
16 października 2012 – 30 kwietnia 2013
16 października minął dwuletni okres na wydanie nowego rozporządzenia w związku z czym stare straciło ważność. Nowe rozporządzenie zostało ogłoszone 16 kwietnia 2013 i weszło w życie 1 maja 2013. Przez ponad 6 miesięcy nie było obowiązujących przepisów.

### 2013 – obecnie
od 1 maja 2013

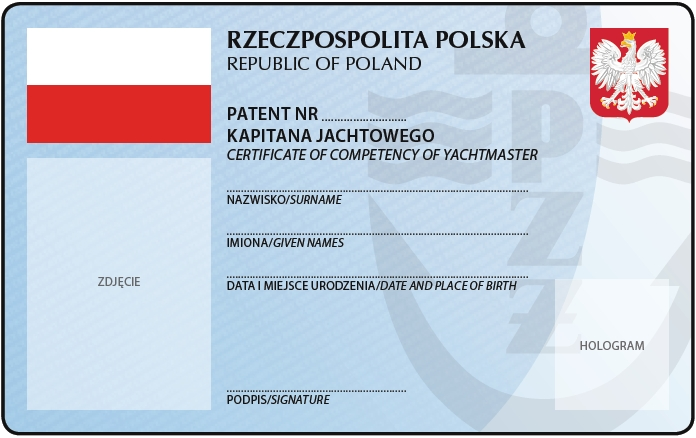
awers patentu kapitana jachtowego z 2013 roku

Od 1 maja 2013 obowiązuje bieżący system patentów:
| lp. | nazwa stopnia           | wymagania | uprawnienia |
| --- | ----------------------- | --- | --- |
|     | brak                    | | - prowadzenie jachtów żaglowych o długości kadłuba do 7,5 m - prowadzenie jachtów motorowych o mocy silnika do 10 kW (13,60 KM) - uprawianie turystyki wodnej na jachtach motorowych o mocy silnika do 75 kW (101,97 KM) i o długości kadłuba do 13 m, których prędkość maksymalna ograniczona jest konstrukcyjnie do 15 km/h |
|     | INNE DOKUMENTY          | | - uprawnienia do uprawiania żeglarstwa uzyskane w innym państwie, pozwalają uprawiać żeglarstwo na terytorium Rzeczypospolitej Polskiej w zakresie posiadanych uprawnień potwierdzonych stosownym dokumentem. |
| 1   | żeglarz jachtowy        | - ukończenie 14 roku życia, - zdanie egzaminu z wymaganej wiedzy i umiejętności. | - prowadzenie jachtów żaglowych (które mogą być wyposażone w pomocniczy napęd mechaniczny) po wodach śródlądowych, - prowadzenie jachtów żaglowych (które mogą być wyposażone w pomocniczy napęd mechaniczny) o długości kadłuba do 12 m po morskich wodach wewnętrznych oraz pozostałych wodach morskich w strefie do 2 Mm od brzegu, w porze dziennej. (uprawnienia do uzyskania 14 roku życia (zmiana przepisów) realizowane muszą być pod nadzorem) |
| 2   | jachtowy sternik morski | - ukończenie 18 roku życia, - odbycie co najmniej dwóch rejsów po wodach morskich w łącznym czasie co najmniej 200 godzin żeglugi, - zdanie egzaminu z wymaganej wiedzy i umiejętności. | - prowadzenie jachtów żaglowych (które mogą być wyposażone w pomocniczy napęd mechaniczny) po wodach śródlądowych, - prowadzenie jachtów żaglowych (które mogą być wyposażone w pomocniczy napęd mechaniczny) o długości kadłuba do 18 m po wodach morskich, - motorowodnego sternika morskiego: - prowadzenie jachtów motorowych po wodach śródlądowych, - prowadzenie jachtów motorowych o długości kadłuba do 18 m po wodach morskich.               |
| 3   | kapitan jachtowy        | - posiadanie patentu jachtowego sternika morskiego, - po uzyskaniu patentu jachtowego sternika morskiego odbycie co najmniej sześciu rejsów po wodach morskich w łącznym czasie co najmniej 1200 godzin żeglugi, w tym: - co najmniej 400 godzin samodzielnego prowadzenia jachtu o długości kadłuba powyżej 7,5 m - co najmniej jeden rejs powyżej 100 godzin żeglugi na jachcie o długości kadłuba powyżej 20 m - jeden rejs powyżej 100 godzin żeglugi po wodach pływowych z zawinięciem do co najmniej dwóch portów pływowych. | - prowadzenie jachtów żaglowych (które mogą być wyposażone w pomocniczy napęd mechaniczny) po wodach śródlądowych i morskich bez ograniczeń. - kapitana motorowodnego: - prowadzenie jachtów motorowych po wodach śródlądowych i morskich bez ograniczeń. |

## Podstawy prawne
- Regulamin sportowych stopni żeglarskich P. Z. Ż. z dnia 16 lipca 1949 r.
- Zarządzenie Przewodniczącego Głównego Komitetu Kultury Fizycznej i Turystyki z dnia 29 sierpnia 1963 r. w sprawie uprawiania żeglugi przez statki turystyczne i sportowe na śródlądowych drogach wodnych (M.P. z 1963 r. nr 78, poz. 385)
- Zarządzenie Przewodniczącego GKKFiT z dnia 25 sierpnia 1969 r. w spr. sportowych stopni żegl. i motorowodnych (M.P. z 1969 r. nr 42, poz. 338)
  - Zarządzenie Przewodniczącego GKKFiT z dnia 27 sierpnia 1974 r. zmieniające zarządz. w spr. sportowych stopni żeglarskich i motorowodnych (M.P. z 1974 r. nr 31, poz. 189)
- Zarządzenie Przewodniczącego GKKFiS z dnia 8 stycznia 1981 r. w spr. stopni żeglarskich i motorowodnych (M.P. z 1981 r. nr 2, poz. 7)
- Zarządzenie Przewodniczącego GKKFiS z dnia 31 lipca 1985 r. w spr. stopni żeglarskich i motorowodnych. (M.P. z 1985 r. nr 29, poz. 201)
  - Zarządzenie Przewodniczącego Komitetu do Spraw Młodzieży i Kultury Fizycznej z 9 maja 1989 r. zmien. zarz. w sprawie stopni żeglarskich i motorowodnych (M.P. z 1989 r. nr 15, poz. 113)
- Ustawa z dnia 18 stycznia 1996 r. o kulturze fizycznej. (Dz.U. z 1996 r. nr 25, poz. 113)
  - Rozporządzenie Rady Ministrów z dnia 12 września 1997 r. w sprawie uprawiania żeglarstwa. (Dz.U. z 1997 r. nr 112, poz. 729)
- Ustawa z dnia 15 kwietnia 2005 r. o zmianie ustawy o kulturze fizycznej oraz ustawy o żegludze śródlądowej (Dz.U. z 2005 r. nr 85, poz. 726)
- Ustawa z 23 sierpnia 2007 r. o zmianie ustawy o sporcie kwalifikowanym oraz niektórych innych ustaw (Dz.U. z 2007 r. nr 171, poz. 1208)
- Ustawa z dnia 29 lipca 2005 r. o sporcie kwalifikowanym (Dz.U. z 2005 r. nr 155, poz. 1298). Rozporządzenia wykonawcze do ustawy:
  - Rozporządzenie Ministra Sportu z 9 czerwca 2006 r. w sprawie uprawiania żeglarstwa (Dz.U. z 2006 r. nr 105, poz. 712)
  - Rozporządzenie Ministra Sportu z 10 sierpnia 2006 r. zmieniające rozp. w sprawie uprawiania żeglarstwa (Dz.U. z 2006 r. nr 151, poz. 1088)
- Ustawa z dnia 25 czerwca 2010 r. o sporcie (Dz.U. z 2024 r. poz. 1488) (ważność poprzednich patentów)
- Ustawa z 21 grudnia 2000 r. o żegludze śródlądowej (Dz.U. z 2025 r. poz. 18) (art. 37a)
  - Rozporządzenie Ministra Sportu i Turystyki z 9 kwietnia 2013 r. w sprawie uprawiania turystyki wodnej (Dz.U. z 2013 r. poz. 460)
  - Rozporządzenie Ministra Sportu i Turystyki z 30 lipca 2019 r. zmieniające rozp. w spr. uprawiania turystyki wodnej (Dz.U. z 2019 r. poz. 1531)